# 余裕時分
余裕時分（よゆうじふん）とは、公共交通機関において運行計画を作成する際に、運行に最低限必要な所要時間に加えてあらかじめ遅れなどへの対処を目的に余分に与えてある時間である。

## 概要
交通機関においては、出発地と目的地の間の所要時間を見込んで運行計画を作成する。この時、見込みの所要時間をそのままダイヤ上の運行時間として設定してしまうと、出発時の遅延や運行中に発生した遅延を回復することができず、目的地への到着時刻が遅れることとなる。到着時刻の遅延は当該交通機関の旅客や貨物にとって直接的に損失であるばかりではなく、これに接続する他の交通機関の運行にも遅延をもたらして、さらに損失を拡大することになる。このため運行時間にはあらかじめ遅れへの対処のために余裕を持たせてある。この余裕のことを余裕時分と呼ぶ。
余裕時分を大きく設定するほど遅延を回復しやすい運行計画となるが、一方で過大な余裕時分の設定は平常時の所要時間を損なうため、そのバランスが重要である。

## 鉄道における余裕時分

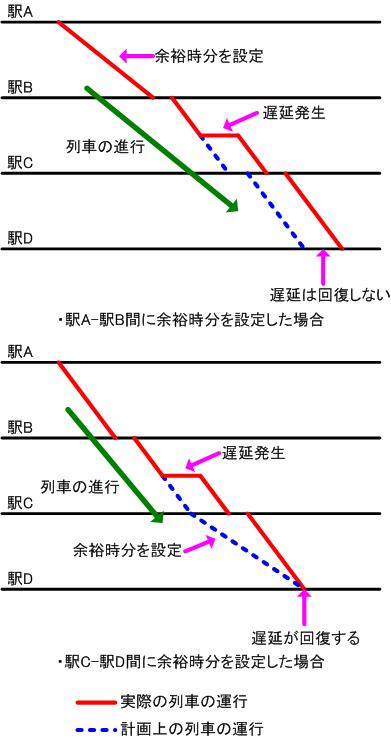
過去の余裕で未来の遅延を補償することはできない

鉄道においては、駅間の所要時間は基準運転時分（計画運転時間）を元にして運行計画を作成する。基準運転時分には通常余裕時分が含まれていないため、これに適当な余裕時分を加算して実際の運行計画を作成する。一方、民鉄の計画運転時間は最初から余裕時分を含んだ値となっており、運行計画を作成する際には別途余裕時分を加えることはない。
基準運転時分がある程度機械的に計算できる値であるのに対し、余裕時分をどこにどの程度設定するのかは経験に基づくところが大きく、そのさじ加減次第で遅延への耐性に大きな差が生まれる。一般的には、大きなターミナル駅や他の重要な交通機関へ接続する駅の直前に余裕時分を配分するのがよいとされるが、その路線の普段の運行状況などにも依存し、運行計画作成者の高度な職人芸が発揮される領域となっている。
余裕時分を考える上で重要な原則として過去の余裕で未来の遅延を補償することはできないというものがある。図に示したように、駅Aから駅Dに向かう列車に対して駅A - 駅B間で余裕時分を設定したものと、駅C - 駅D間で余裕時分を設定したものを比較すると、前者は駅B - 駅C間で発生した遅延に対して無力であるのに対して、後者は遅延を余裕時分で吸収して定刻で駅Dに到着することができる。一般に鉄道では、ダイヤで定められた時刻より早く駅を出発することは避けられるため、ある区間で設定されている余裕時分をより後の区間に持ち越すことはできない。これに対してより後の区間に余裕時分を設定すると、途中の駅の時刻は遅れても最終的な到着時刻の遅延を減少させることができる。このため一般的にはより後の区間に余裕時分を設定する方がよいが、前述したように余裕時分の設定は複雑な問題があるため一概に終着駅の手前に設定すればよいというわけではない。
ここでは駅間走行時間に余裕時分を設定した例を示したが、駅の停車時間を通常より長く設定することも全く同様の効果があり、同じように余裕時分と考えることができる。
なお余裕時分は路線や列車の性格・種別・使命によっても異なるが、大抵の場合は複線以上の区間で概ね2 - 3%、単線区間で概ね5 - 7%程度である。

## その他
路線バスでは余裕時分はほとんど考慮されておらず、単純に停留所間の標準所要時間によって運行ダイヤが決められているため一度遅延すると回復が困難になる。ただし高速バスでは一般路線より余裕時分を多めにとっているほか、クローズドドアシステムの場合は降車専用の停留所では時間調整をしないため早着することもしばしばある。